# Rudolf II. (Pfalz)

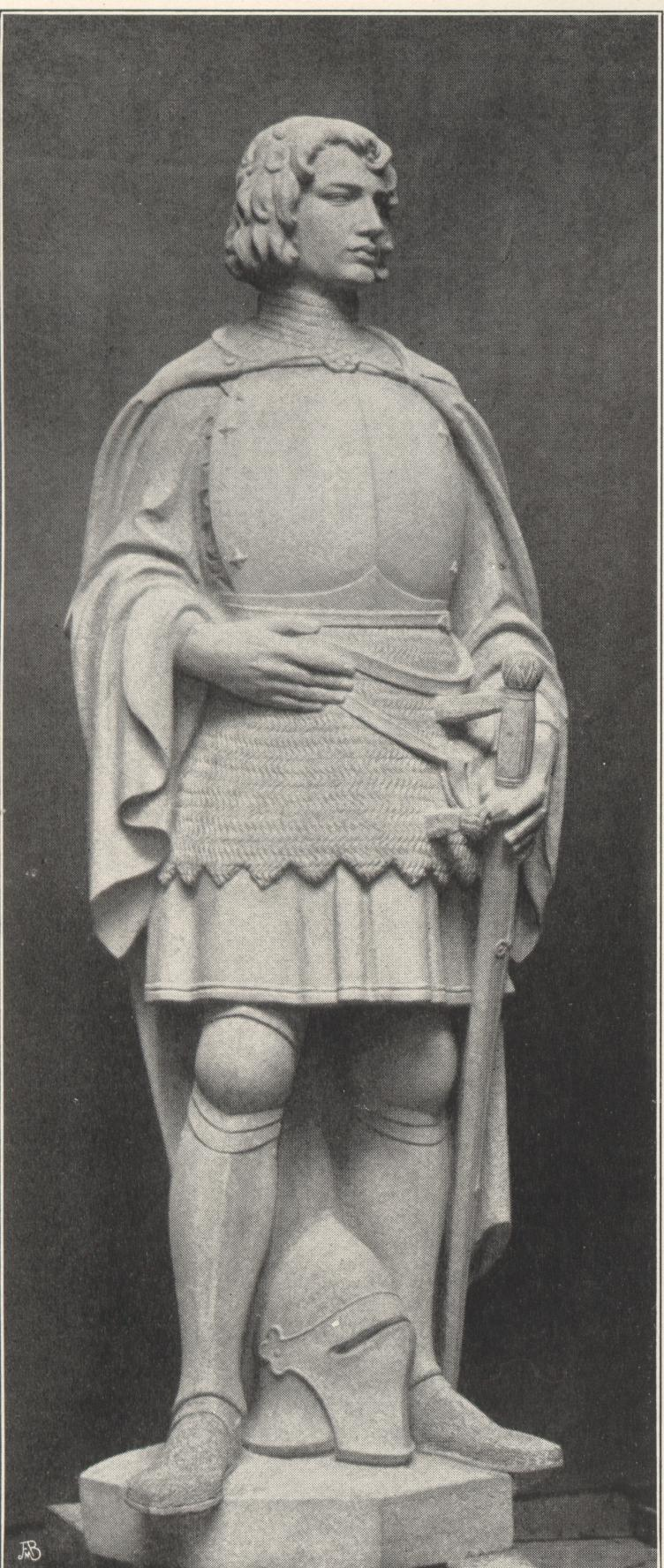
Pfalzgraf Rudolf II., Skulptur von Hubert Netzer, in der Stiftskirche Neustadt, 1910

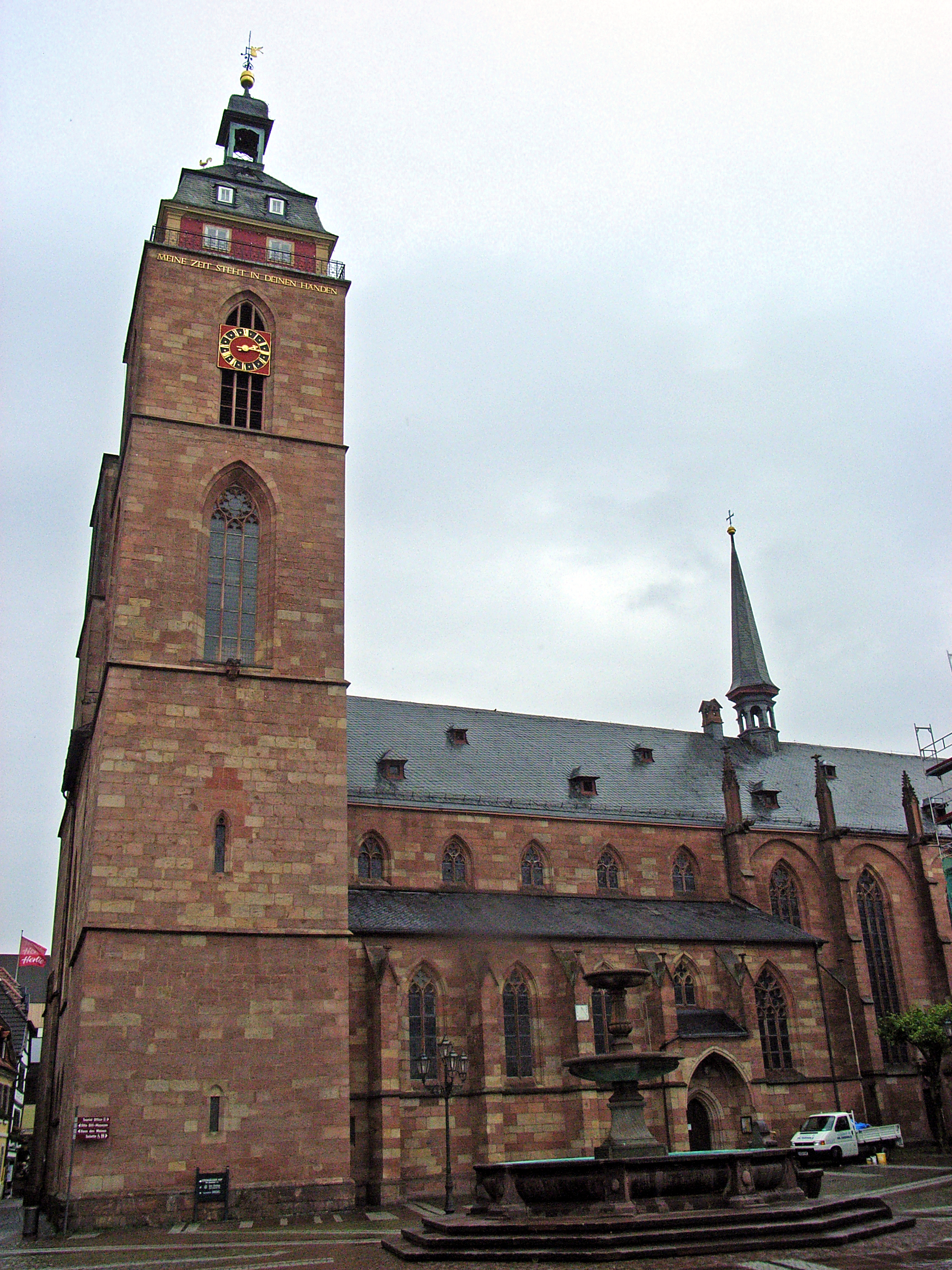
Die Stiftskirche Neustadt, in der Rudolf II. begraben liegt.

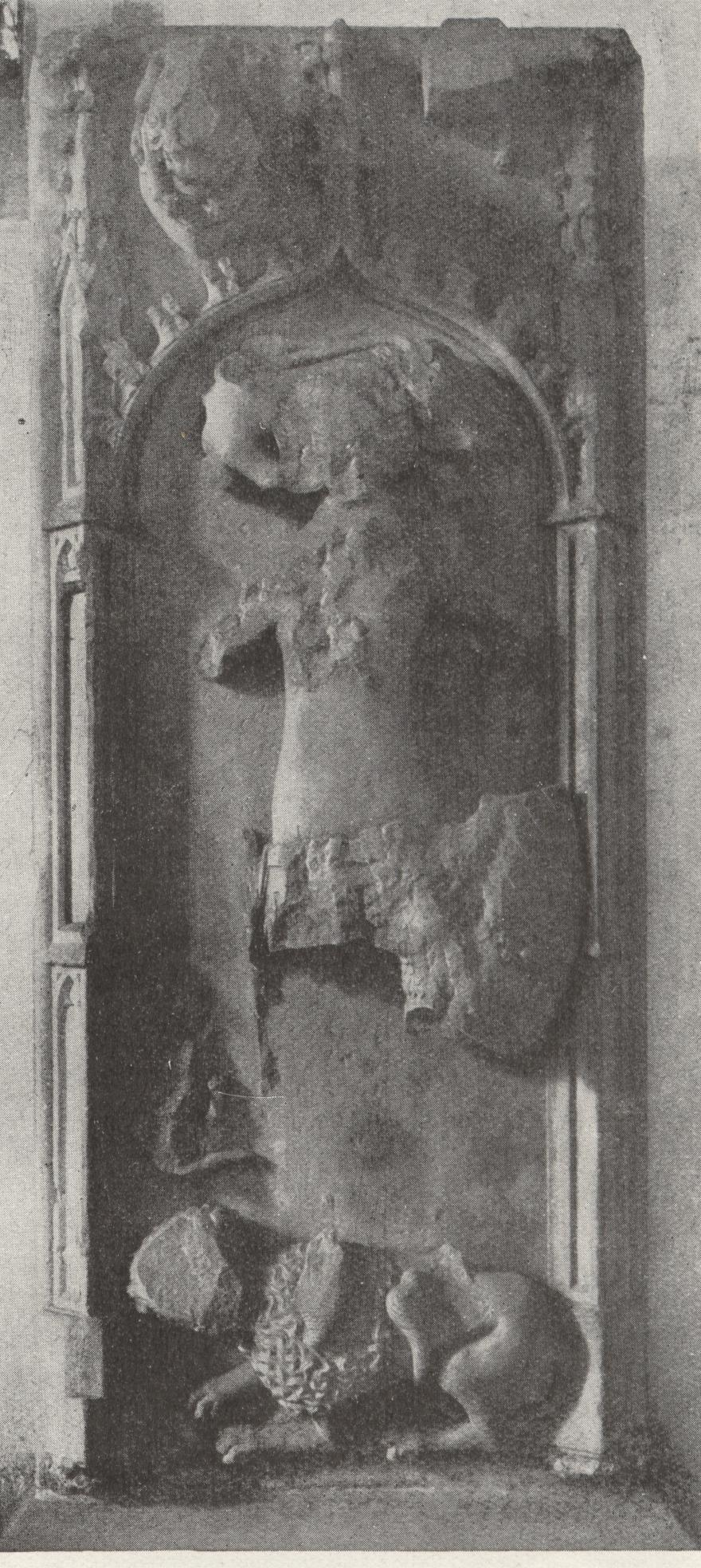
Stark beschädigter Epitaph von Pfalzgraf Rudolf II., Stiftskirche Neustadt

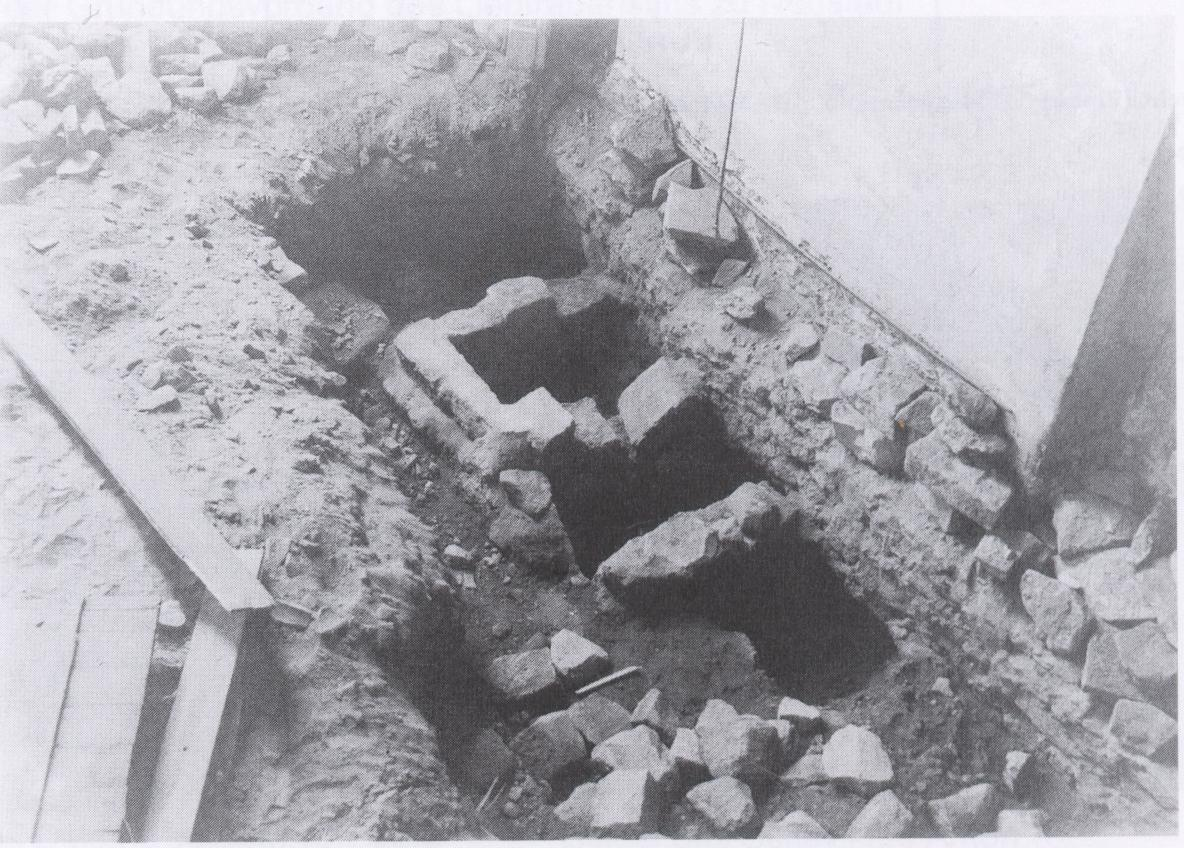
Die geöffneten Gräber von Pfalzgraf Rudolf II. und Margarete von Sizilien-Aragon, im hinteren kath. Bereich der Neustadter Stiftskirche, 1906. Sie sind teilweise überbaut von der Trennmauer.

Rudolf II. der Blinde (* 8. August 1306 in Wolfratshausen; † 4. Oktober 1353 in Neustadt) war Pfalzgraf bei Rhein von 1329 bis 1353. Er entstammte der Pfälzer Linie des Hauses Wittelsbach.

## Leben
Rudolf II. wurde als Sohn Pfalzgraf Rudolfs I. († 1319) und seiner Ehefrau Mechthild von Nassau († 1323), Tochter des Königs Adolf von Nassau, geboren. Sein Onkel war Kaiser Ludwig IV. der Bayer († 1347).
Die Kindheit des Prinzen war vom innerfamiliären Kampf zwischen Vater und Onkel geprägt. Nach dem Tod seines Vaters stand er mit seiner Mutter und seinen Brüdern Adolf († 1327) und Ruprecht I. unter der Vormundschaft des Grafen Johann von Nassau, einem Anhänger der österreichischen Partei. Ludwig IV. der Bayer hatte aufgrund des mit Rudolf I. am 26. Februar 1317 abgeschlossenen Vertrages unter Waffengewalt Besitz von der Rheinpfalz genommen. Im August 1322 fand der Krieg ein Ende, aber erst nach Mechthilds Tod im Juni 1323, deren Hass gegen Ludwig IV. eine dauerhafte Versöhnung unmöglich gemacht hatte, kam es zwischen jenem und den drei Neffen zu einer Annäherung.
1328 entschied man sich für eine Landesteilung, die am 4. August 1329 im Hausvertrag von Pavia besiegelt wurde. Zusammen mit seinem jüngeren Bruder Ruprecht I. übernahm Rudolf die Regierung in der Rheinpfalz und Teilen des bald Obere Pfalz genannten Gebietes im bayerischen Nordgau. Ludwig der Bayer und dessen Söhne erhielten Oberbayern und den Rest der Oberpfalz.
Am 18. Februar 1338 kam es zu einer weiteren Teilung mit dem Bruder Ruprecht I. und seinem Neffen Ruprecht II., wobei Rudolf II. u. a. Neustadt mit der Burg Winzingen erhielt. Nach dem Tod Kaiser Ludwigs wählte Rudolf II. zusammen mit seinem Bruder im Jahre 1349 Günther von Schwarzburg zum Gegenkönig, den Kandidaten aller Wittelsbacher. Dennoch verlobte er kurz darauf seine Tochter Anna mit dessen Rivalen Karl IV. Am 4. März 1349 fand die Hochzeit auf der Burg Stahleck statt, die Kaiser Ludwig an Karls Vater Johann von Luxemburg verpfändet hatte. Im Februar 1350 erkannten auch die übrigen Wittelsbacher Karl IV. als neuen König an und verpflichteten sich, ihm die Reichskleinodien auszuliefern. 
Ein Augenleiden des Pfalzgrafen führte zur namensgebenden Blindheit in seinem letzten Lebensjahr. Schon einige Zeit vor seinem Tod hatte er wegen fortschreitender Kränklichkeit die Regierungsgeschäfte größtenteils an seinen Bruder und Nachfolger Ruprecht I. übergeben.

## Ehefrauen und Nachkommen
Rudolf war zweimal verheiratet.
1. 1328 ⚭ Anna von Kärnten-Tirol (um 1300–1331), Tochter Herzog Ottos III.
- Anna von der Pfalz (1329–1353) ⚭ 1349 Kaiser Karl IV.

2. 1348 ⚭ Margarete von Sizilien-Aragon (1331–1377), Tochter König Friedrichs II.

## Tod und Gedenken
Testamentarisch verfügte Pfalzgraf Rudolf II., die Pfarrkirche St. Ägidius, seiner Residenz Neustadt an der Weinstraße, in eine Memoria – also eine Gebets- und Gedenkstätte – für das Haus Wittelsbach umzuwandeln und wünschte dort begraben zu werden. Nach seinem Tod am 4. Oktober 1353 bestattete man ihn wunschgemäß vor dem Altar der Neustadter Pfarrkirche St. Ägidius.
1356 stiftete der Nachfolger, Kurfürst Ruprecht I., aufgrund des testamentarischen Willens seines Bruders Rudolf II. das Liebfrauen-Kollegiatstift Neustadt, als Memoria für die gemeinsame Familie. Er ließ dazu die Pfarrkirche St. Ägidius umbauen und mit einem prachtvollen Chor nach Osten hin erweitern. Der Chorbereich dieses neuen Gotteshauses, der heutigen Neustadter Stiftskirche, wurde laut einer Pfeilerinschrift 1368 erbaut.
Der Altar der neuen Kirche rückte jetzt ein gutes Stück nach Osten und der Platz vor dem Altar der alten Pfarrkirche, wo Rudolf II. begraben worden war, befand sich nunmehr am Übergang vom Langhaus zum neuen Chorbereich. An dieser Stelle begrub man 1377 auch Rudolfs 2. Ehefrau Pfalzgräfin Margarete von Sizilien-Aragon, an der Seite ihres Gatten. Sie hatte ihn um 24 Jahre überlebt.
Margarete von Sizilien-Aragon erhielt einen prächtigen, gotischen Epitaph. Der Grabstein befindet sich jetzt an der hinteren, nördlichen Wand des heutigen katholischen Kirchenbereiches und zählt zu den Sehenswürdigkeiten in Neustadt. Auch ihr Mann Rudolf II. besaß eine ähnlich kostbare Grabplatte, die aber nur noch stark beschädigt erhalten ist und sich ebenfalls im katholischen Kirchenteil an der hinteren Südwand, gegenüber der seiner Frau, befindet.
Die Gräber von Pfalzgraf Rudolf und Pfalzgräfin Margarete von Sizilien-Aragon liegen im hinteren Bereich des katholischen Kirchenteils, etwa mittig, sind jedoch zur Hälfte durch die 1707/1708 zwischen protestantischem Kirchenschiff und katholischem Chor errichtete Scheidemauer überbaut. 1906 waren sie geöffnet worden, wurden mit neuzeitlichen Steinplatten überdeckt, aber nicht im Fußboden kenntlich gemacht.
Um 1910 ließ Stadtpfarrer Michael Glaser (1863–1915) vier große Statuen der hier begrabenen Pfälzer Herrscher Rudolf II. und Ruprecht I., sowie der an ihrer Seite bestatteten Ehefrauen Beatrix von Berg und Margarete von Sizilien-Aragon fertigen. Sie wurden von dem Münchner Bildhauer Hubert Netzer aus weißem Kelheimer Kalkstein geschaffen und befinden sich an der nördlichen und südlichen Langhauswand des katholischen Kirchenteils. Die Figuren im Stil des Historismus sind alten Darstellungen nachempfunden; die beiden Frauengestalten und die Skulptur von Pfalzgraf Rudolf II. orientieren sich an den Abbildern auf ihren Epitaphien in der Stiftskirche.